# 美国缉毒局化学品监控列表
美国缉毒局（DEA）根据违禁药品的分类制定了一个列表，包括第一类化学品和第二类化学品，这些化学品可以用来制备管制物质和违禁药品。列表根据受控物质法（CSA）、21 U.S.C §802、Definition 34（列表I）及35（列表II）设计。
虽然列表由美国司法部（长）制定，但是由于美国缉毒局出版和执行它，列表还是被认为是美国缉毒局的列表。
这些商品的供应商会受到管控。

## 第一类化学品
这些化学品被指明用于管制物质的制造并对其制造有着重要性。
- 邻氨基苯甲酸及其酯类与盐类
- 苯甲醛
- 苯乙腈
- Γ-丁内酯
- 麻黄碱及其盐、其手性异构体、其盐的手性异构体
- 麦角克碱及其盐
- 麦角新碱及其盐
- 麦角胺及其盐
- 乙胺及其盐
- 氢碘酸
- 次磷酸及其盐（包括次磷酸铵、次磷酸钙、次磷酸亚铁、次磷酸钾、次磷酸锰、次磷酸镁和次磷酸钠）[1][2]
- 碘，包括单质碘晶体和浓度超过2.2%的碘溶液（如浓的碘酊和卢戈氏碘液）[3]
- 异黄樟素
- 甲胺及其盐
- N-甲基麻黄碱及其盐、其手性异构体、其盐的手性异构体
- N-甲基伪麻黄碱及其盐、其手性异构体、其盐的手性异构体
- N-乙酰邻氨基苯甲酸及其酯类和盐类
- 硝基乙烷
- 去甲伪麻黄碱及其盐、其手性异构体、其盐的手性异构体
- 苯乙酸及其酯类和盐类
- 苯丙醇胺及其盐、其手性异构体、其盐的手性异构体
- 磷（红磷或白磷）[1][2]
- 哌啶及其盐
- 胡椒醛
- N-苯乙基-4-哌啶酮
- 丙酸酐
- 3,4-亚甲基二氧苯基-2-丙酮（又名胡椒基甲基酮）
- 伪麻黄碱及其盐、其手性异构体、其盐的手性异构体
- 黄樟素

## 第二类化学品
这些化学品被指明用于管制物质的制造。
- 乙酸酐
- 丙酮
- 氯化苄
- 2-丁酮（又称甲基乙基酮）
- 乙醚
- 盐酸（包括无水氯化氢）[4]
- 高锰酸钾
- 甲基异丁基酮[4]
- 高锰酸钠[5]
- 硫酸[4]
- 甲苯

## 特别监视列表
化学品
列表中的所有化学品都在21 CFR 1310.02的（a）和（b）中指明。这些包含了所有化学品的混合物和所有非处方药（OTC）产品及食品添加剂，其中包含了一些列表中的化学品，无论它们的剂量或包装怎样，也无论是用于化学品、药品还是食品添加剂，都可免除管制。
- 氨
- 甲酸铵
- 溴苯
- N,N'-羰基二咪唑（英语：Carbonyldiimidazole）
- 环己酮
- 1,1-二氯-1-氟乙烷（如氟利昂141B）
- 二乙胺及其盐
- 2,5-二甲氧基苯乙胺及其盐
- 甲酰胺
- 甲酸
- 金属锂
- 氢化铝锂
- 金属镁屑
- 氯化汞
- N-甲基甲酰胺
- 有机镁卤化物（格氏试剂）
- 苯基乙醇胺及其盐
- 五氯化磷
- 重铬酸钾
- 吡啶及其盐
- 重铬酸钠
- 金属钠
- 氯化亚砜
- 邻甲基苯胺
- 一氟三氯甲烷（又称：氟利昂-11，carrene-2）
- 1,1,2-三氟-1,2,2-三氯乙烷（又称：氟利昂113）

仪器
- 氢产生器
- 压片机
- 胶囊填充机
- 22升的加热套

## 扩展链接
- DEA Controlled Substance Schedules （页面存档备份，存于）
- Title 21 of the Code of Federal Regulations, parts 1300-1499, which contain the regulations pertaining to watched chemicals and the reporting of transactions involving them（version effective April 1, 2008）